# Country Teacher
Pour plus de détails, voir Fiche technique et Distribution.
Country Teacher (littéralement en anglais : enseignant de la campagne) ou L'Instit de campagne[réf. souhaitée] (en tchèque, langue du film et titre original: Venkovský učitel) est un film tchèque, écrit et réalisé par Bohdan Sláma en 2007, sorti en République tchèque et en Slovaquie en 2008, et en France en 2009. Les rôles principaux sont tenus par Pavel Liška, Zuzana Bydžovská et Ladislav Šedivý.

## Synopsis
Un village de la campagne tchèque voit arriver un jeune professeur, directement de la capitale, Prague, où il enseignait la biologie dans un lycée. Mais qu'est-ce qui a bien pu le motiver pour décider cet « exil » rural ?

## Fiche technique
- Titre : Country Teacher
- Titre original : Venkovský ucitel
- Réalisation : Bohdan Sláma
- Scénario : Bohdan Sláma
- Musique : Vladimír Godár
- Photographie : Diviš Marek
- Production : Karl Baumgartner, Thanassis Karathanos, Petr Oukropec et Pavel Strnad
- Société de production : Negativ, Pallas Film, Ceská Televize et Why Not Productions
- Société de distribution : Memento Films (France)
- Pays :  République tchèque,  France et  Allemagne
- Genre : drame et romance
- Durée : 117 minutes
- Dates de sortie :
  -  République tchèque : 20 mars 2008
  -  Slovaquie : 18 septembre 2008
  -  États-Unis : 27 mars 2009
  -  France : 1er avril 2009

## Distribution
- Pavel Liška : Petr, professeur de biologie
- Zuzana Bydžovská : Marie, fermière et mère de Lada
- Ladislav Šedivý : Lada (Ladislav), le fils de Marie
- Tereza Voříšková : Bara, la petite amie de Lada[Passage contradictoire]
- Marek Daniel : l'ami de Petr
- Cyril Drozda : le principal de l'école
- Zuzana Kronerová : la mère de Petr, professeur à Prague
- Miroslav Krobot : le père de Petr
- Zdena Kucerová : la grand-mère paysanne

## Autour du film
- Célèbre en République Tchèque, Pavel Liška est l'acteur fétiche de Bohdan Sláma : il a en effet joué dans ses films précédents, Les Abeilles sauvages en 2001 et Something Like Happiness en 2005.